# Gisela Manderla

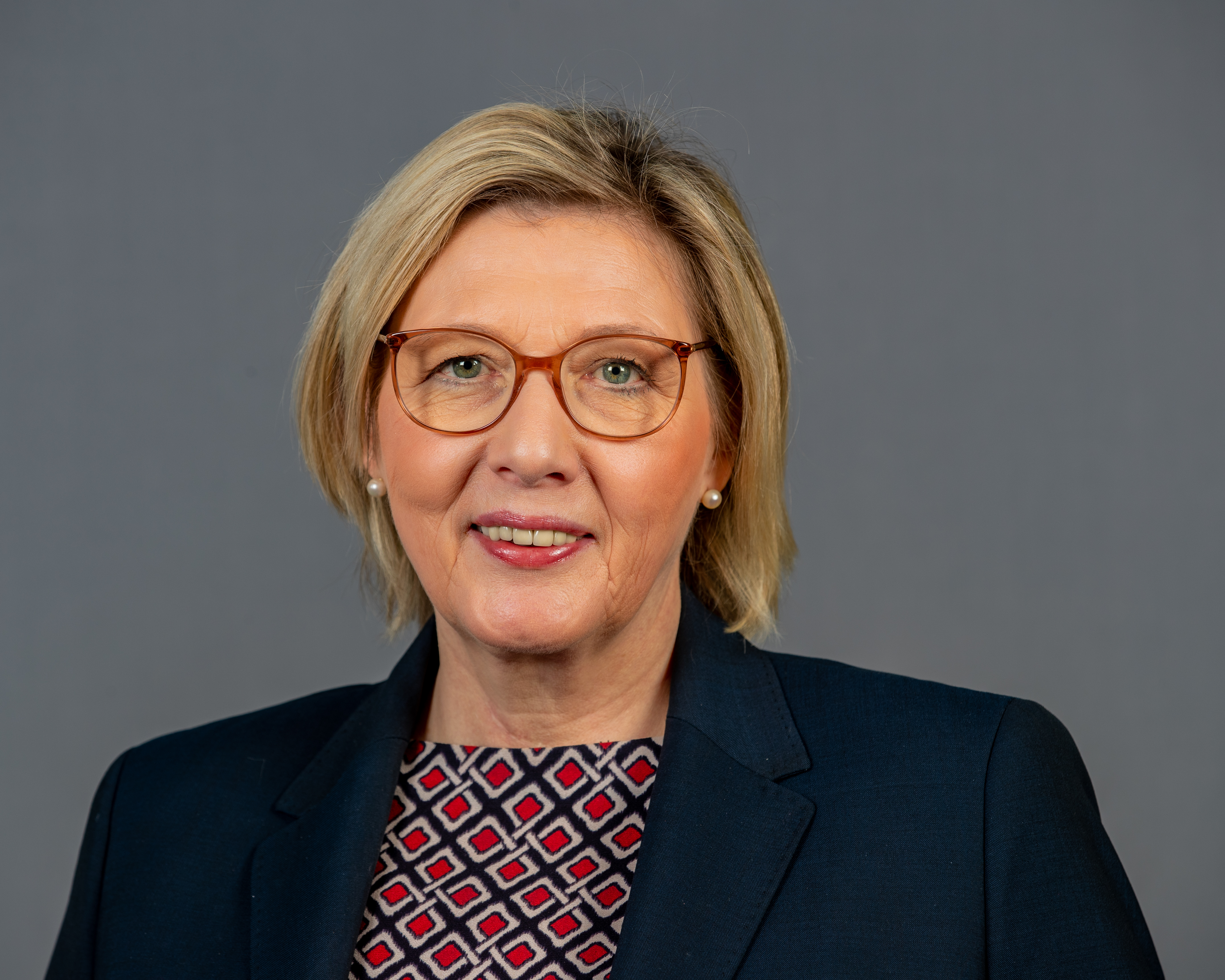
Gisela Manderla (2020)

Gisela Maria Manderla (* 11. Februar 1958 in Düsseldorf-Kaiserswerth) ist eine deutsche Politikerin (CDU). Von 2013 bis 2017 sowie von November 2018 bis September 2021 war sie Mitglied des Deutschen Bundestages.

## Leben und Beruf
Manderla ist in Düsseldorf-Kaiserswerth aufgewachsen. Nach dem Abitur 1976 am Erzbischöflichen Suitbertus-Gymnasium in Düsseldorf studierte sie Romanistik und Anglistik an der Heinrich-Heine-Universität Düsseldorf. Vor ihrer Mitgliedschaft im Deutschen Bundestag betrieb die betrieblich gelernte und IHK geprüfte Umweltfachkraft gemeinsam mit ihrem Ehemann, dem Diplom-Ingenieur Norbert Manderla, seit 1994 ein Ingenieurbüro in Köln.
Manderla ist seit 1981 verheiratet und hat drei erwachsene Kinder, eine Tochter und zwei Söhne. Sie ist römisch-katholisch und lebt mit ihrem Ehemann in Köln-Brück im Stadtbezirk Kalk.

## Politische Laufbahn
1978 trat Manderla in die Christlich Demokratische Union Deutschlands ein. Von 1996 bis 1999 gehörte sie der Bezirksvertretung des Stadtbezirks Köln-Kalk an und war von 1997 bis zum Einzug in den Deutschen Bundestag 2013 Vorsitzende des CDU-Ortsverbandes Köln-Brück.
Im Jahr 2000 wurde Manderla in den Rat der Stadt Köln gewählt. Bis zu ihrer Wahl in den Bundestag 2013 durchlief sie dort verschiedene Funktionen. So war sie zunächst bis 2003 Mitglied im Sportausschuss sowie bis 2006 Mitglied im Wirtschaftsausschuss. Ab 2006 übernahm sie den Vorsitz des Ausschusses für Schule und Weiterbildung und hatte diesen bis zu ihrem Ausscheiden aus dem Rat inne. Von 2006 bis 2013 war sie zudem Sprecherin im Ausschuss für Allgemeine Verwaltung und Recht.
Manderla war von 1997 bis Anfang November 2024 Vorsitzende der Frauen Union Köln sowie seit 2004 stellvertretende Parteivorsitzende der CDU Köln. Zudem ist sie seit 1999 stellvertretende Landesvorsitzende der CDU Frauen Union Nordrhein-Westfalen.

## Bundestagsabgeordnete

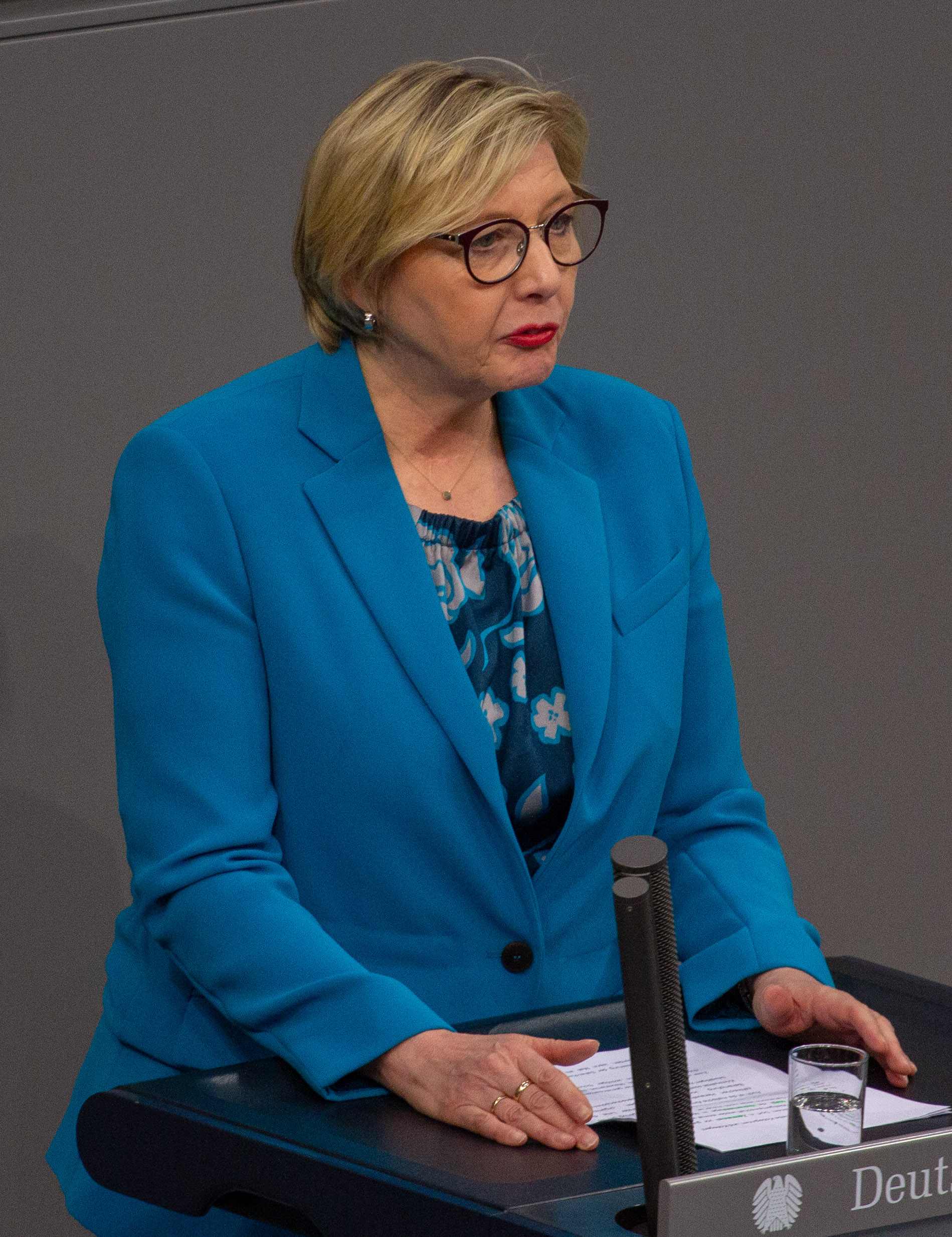
Gisela Manderla im Bundestag (2019)

Im Zuge der Bundestagswahl 2013 unterlag Manderla als Direktkandidatin des Bundestagswahlkreises Köln III mit 32,9 % zu 39,3 % der Erststimmen dem SPD-Kandidaten Rolf Mützenich; über den Landeslistenplatz 22 des CDU-Landesverbands zog sie dennoch in den Bundestag ein. Dort fungierte sie als stellvertretendes Mitglied im Gesundheitsausschuss sowie als ordentliches Mitglied im Verteidigungsausschuss.
Bei der Bundestagswahl 2017 trat Manderla als Direktkandidatin des Bundestagswahlkreises Köln III an und unterlag erneut – diesmal mit 27,6 % zu 32,3 % der Erststimmen – Rolf Mützenich. Auch über den Landeslistenplatz 15 des CDU-Landesverbands konnte sie nicht in den Bundestag einziehen und schied so im Oktober 2017 aus dem Parlament aus. Am 5. November 2018 rückte Manderla für den ausscheidenden Abgeordneten Ralf Brauksiepe in den Bundestag nach. Sie war ordentliches Mitglied im Auswärtigen Ausschuss und erneut im Verteidigungsausschuss. Zudem gehörte sie dem Unterausschuss des Verteidigungsausschusses als 1. Untersuchungsausschuss als stellvertretendes Mitglied an. Sie war Mitglied der Deutsch-Chinesischen, Deutsch-Polnischen und Deutsch-Pazifischen Parlamentariergruppe und stellvertretendes Mitglied der Deutsch-Französischen Parlamentarischen Versammlung. Innerhalb der CDU/CSU-Bundestagsfraktion war sie Mitglied im Parlamentskreis Mittelstand, im Kardinal-Höffner-Kreis, in der Arbeitsgemeinschaft Kommunalpolitik und in der Gruppe der Frauen. Darüber hinaus gehörte sie den Parlamentariergruppen Pazifik, Polen und China an. Die Gründung des 1. FC Köln Bundestagsfanclubs „Koalition rut-wiess“ im September 2015 geht zudem auf ihre Initiative zurück.
Bei ihrer erneuten Kandidatur zur Bundestagswahl 2021 für den 20. Legislaturperiode scheiterte sie sowohl als Direktkandidatin des Bundestagswahlkreises Köln III, wo sie hinter Rolf Mützenich mit 29,9 % und Katharina Dröge (Bündnis 90/Die Grünen) mit 28,3 % lediglich 18,6 % der Erststimmen erhielt – das schlechteste Ergebnis, das die CDU je in diesem Wahlkreis erzielt hat –, als auch mit ihrem aussichtslosen Landeslistenplatz 26. Kurz vor der Wahl war bekannt geworden, dass sie in ihrem Bundestagsbüro die Ehefrau eines hochrangigen Rüstungslobbyisten beschäftigte.
Im September 2024 wurde Manderla erneut als Direktkandidatin des Bundestagswahlkreises Köln III für die Bundestagswahl 2025 nominiert. Sie wurde im Dezember 2024 auf der Landesvertreterversammlung der CDU Nordrhein-Westfalen auf den Landeslistenplatz 39 gewählt. Sie scheiterte erneut und erzielte als Direktkandidatin mit 19,4 % wieder den dritten Platz hinter Dröge mit 26,0 % und Mützenich mit 25,8 %; auch über ihren aussichtslosen Listenplatz konnte sie nicht in den Bundestag einziehen.

## Ehrenämter
Neben ihrer Abgeordnetentätigkeit ist Gisela Manderla Vorsitzende des Brücker Informationen e. V. und Schirmherrin des Bundesverbandes Herzkranke Kinder e. V. Bis 2021 war sie stellvertretende Vorsitzende der Diözesangruppe Köln des Bundes Katholischer Unternehmer e. V. Im Zusammenhang mit ihrer Ausschusstätigkeit standen ihr Amt als Vorsitzende der Katholischen Arbeitsgemeinschaft für Soldatenbetreuung (KAS) sowie ihre Position als ehrenamtliche Vizepräsidentin der Deutschen Gesellschaft für Wehrtechnik e. V. Darüber hinaus steht sie dem Mid-Atlantic Club (MAC) Bonn e. V. als Vorsitzende vor.